# Majid Rafizadeh
Majid Rafizadeh (né le 25 décembre 1980), est un politologue américain,, un chercheur à l'université Harvard, analyste politique, expert principal et commentateur sur la politique étrangère américaine et du Moyen-Orient. Rafizadeh est président du Conseil International Américain au Moyen-Orient et sert le conseil de la Revue Internationale de Harvard à l'université Harvard. Il est originaire de l'Iran et de la Syrie. Il est reconnu comme l'une des figures publiques irano-américaines les plus notables, et il est journaliste, défenseur des droits de l'homme. C'est un membre affilié à Nonviolence International, un membre du Conseil Consultatif International du Centre pour les études avancées en énergie, financé par l'USAID, et un partisan du Projet du Moyen-Orient Golfe 2000 de l'École des Affaires Internationales et Publiques de l’Universitaire de Columbia,. Anciennement, il a travaillé pour l'Organisation des Nations unies, le Comité international de la Croix-Rouge, le Centre international Woodrow Wilson (ou Wilson Center), situé à Washington, DC, et a servi comme ambassadeur pour le Conseil national irano-américain basé à Washington DC,,.

## Carrière et récompenses
Fréquemment appelé en tant que porte parole des États-Unis pour l'UE, les fonctionnaires asiatiques et les parlements à propos de la politique étrangère américaine et des affaires du Moyen-Orient, Rafizadeh a donné des conférences dans plusieurs universités, dont Harvard, Oxford, l'université de Californie à Santa Barbara, et l'université de Floride du Sud. Il a également gagné de nombreux prix universitaires et non universitaires ainsi que des bourses, y compris une bourse complète d'enseignement. Il intervient régulièrement lors d'événements dans l'Académie Diplomatique de Vienne, au Département d'État pour les Membres de la Démocratie, à l’Institut des Relations Internationales de France(IFRI), à l’Institut Français des relations internationales, à l'entreprise pétrolière Française Total, au Séminaire Milton pour la Diplomatie et aux Conférences sur les affaires étrangères, Institut français des relations internationales, Milton Seminar for Diplomacy, and foreign affairs conferences,.
Rafizadeh apparaît régulièrement sur les chaînes nationales et internationales dont CNN, BBC World TV et Radio, ABC, Aljazeera, Fox News, CTV News, RT, CCTV America, Alhurra et France 24 International. Il est fréquemment cité et écrit pour des publications académiques et non-académiques telles que le New York Times International, Los Angeles Times, CNN, Fareed Zakaria GPS, The Atlantic, Foreign Policy, The Nation, Bloomberg News, Aljazeera, The Daily Beast, Yale Journal of International Affairs, Georgetown Journal of International Affairs, et Harvard International Review,,,,,,,.
Étant ancien élève de Harvard, Rafizadeh a également obtenu plusieurs degrés d'autres universités, dont l'université de Californie à Santa Barbara et l'université islamique d'Iran. Il détient un doctorat en affaires gouvernementales et internationales, une maîtrise en études mondiales et internationales, une maîtrise en communication et journalisme, une maîtrise en linguistique et enseignement, et un baccalauréat en linguistique. Il parle couramment l'anglais, le persan, l'arabe et le dari, et arrive à parler et comprendre le français et l'hébreu,.

## Jeunesse
Rafizadeh a grandi dans une famille mixte. Le père de Rafizadeh est iranien (persan) et sa mère est syrienne. Quand il était enfant, sa famille a lutté pour survivre dans la pauvreté. Majid Rafizadeh a été le premier des 11 enfants de la famille à obtenir un diplôme à l'école. Il a plus tard fréquenté le collège et l'université. Son héritage iranien et syrien mixte signifie qu'il a grandi en connaissant les deux cultures et en parlant l'arabe et le persan. Rafizadeh souligne que cela lui a donné un aperçu profond dans les traditions socioreligieuses et sociopolitiques à la fois du persan et du monde arabe.
Après avoir remporté une bourse complète d'enseignement, Rafizadeh a voyagé aux États-Unis où il a enseigné au département d'études religieuses à l'université de Californie à Santa Barbara. En tant que professeur de politique comparée dans le département du gouvernement et de la science politique, il écrit aussi régulièrement, et apparait sur les débouchés nationaux et internationaux. Son analyse est recherchée par les secteurs universitaire, privé et gouvernemental,,. En tant que conférencier, il est régulièrement invité à parler dans les universités, les conférences universitaires, non universitaires et diplomatiques telles qu'à l'Académie diplomatique, la fondation autrichienne-américaine ou au Séminaire Loup Milton sur la diplomatie à Vienne.
Selon France 24, le cousin de Rafizadeh, Jawad Saadi, et son oncle Moyassar Saadi, ont été enlevés à la suite d'un soulèvement en Syrie. Ils auraient été emmenés par les forces gouvernementales pro-Assad dans une campagne pour réduire Rafizadeh au silence. Selon CNN, son cousin, sa fille de quatre ans et son père, ont également été abattus en Syrie. Trois autres des cousins de Rafizadeh ont été abattus. Selon les témoignages et rapports, Rafizadeh a été harcelé et menacé par la Syrie al-mukhabarat (Direction du renseignement militaire), l'Iran Garde révolutionnaire et la milice volontaire, Basij pour son activisme pour les droits de l'homme,.